# Owen Pallett
Pour les articles homonymes, voir Pallett.
Owen Pallett est un compositeur, chanteur, violoniste, guitariste et claviériste canadien né le 7 septembre 1979 à Mississauga en Ontario. Il fait carrière sous le nom Final Fantasy et jusqu'en 2010 se produit seul sur scène.
Un des projets précédents d'Owen Pallett est le trio torontois Les Mouches. Il a aussi joué du violon pour Picastro. Il a aussi collaboré avec The Arcade Fire, pour lesquels il a joué en première partie en 2005, ainsi que pour The Hidden Cameras, The Luyas et Jim Guthrie.
La chanson This is the dream of Win & Regine, qui apparaît sur son premier album Has A Good Home, est dédiée à Win Butler et Régine Chassagne d'Arcade Fire.
Pallett a reçu de bonnes critiques pour son premier album Has a Good Home en 2005, mais il commence à susciter plus d'attention l'année suivante avec son second essai, He Poos Clouds, qui remporta le 18 septembre 2006 le premier Prix de musique Polaris, assorti d'une bourse de 20 000 dollars, remis par une centaine de journalistes canadiens.
Le 18 janvier 2010, Owen Pallett sort son troisième album Heartland. En 2013, il compose avec Win Butler (Arcade Fire) la bande originale du film de Spike Jonze Her qui lui vaut une nomination aux Oscars l'année suivante.
Le 12 mai 2014, il revient avec son quatrième album In Conflict.
Le nom de son projet Final Fantasy est inspiré du jeu vidéo du même nom.

## Discographie

### Final Fantasy

#### Albums
- Has A Good Home, 12 février 2005
- He Poos Clouds, juin 2006
- Heartland, 18 janvier 2010
- In Conflict, 12 mai 2014

#### Maxis
- Young Canadian Mothers, 7", 2005
- Lewis Takes Action, 7"
- Lewis Takes Off His Shirt, 12", Remix
- A Swedish Love Story, 7", 2010
- Export, Demo EP, 2010

### Les Mouches
- Les Mouches - The Polite Album, 2002
- Les Mouches - Blood Orgy, 2003
- Les Mouches - You're Worth More To Me Than 1000 Christians, 2004

### Collaborations
- Jim Guthrie - Now, More Than Ever, 2003
- Beirut - The Flying Cup Club, 2007 (orchestrations)
- The Last Shadow Puppets - The Age of the Understatement, 2008 (orchestrations)
- Alex Turner - Submarine, 2011 - Bande originale du film Submarine (arrangement orchestral)[3]
- Linkin Park - I’ll Be Gone, 2012
- Her - Bande originale du film Her de Spike Jonze composée avec Will Butler, 2013

### Autre
- Musique du film Dream Scenario (2023)
- Musique du film Longing (2024)